# Fredrik Pijper

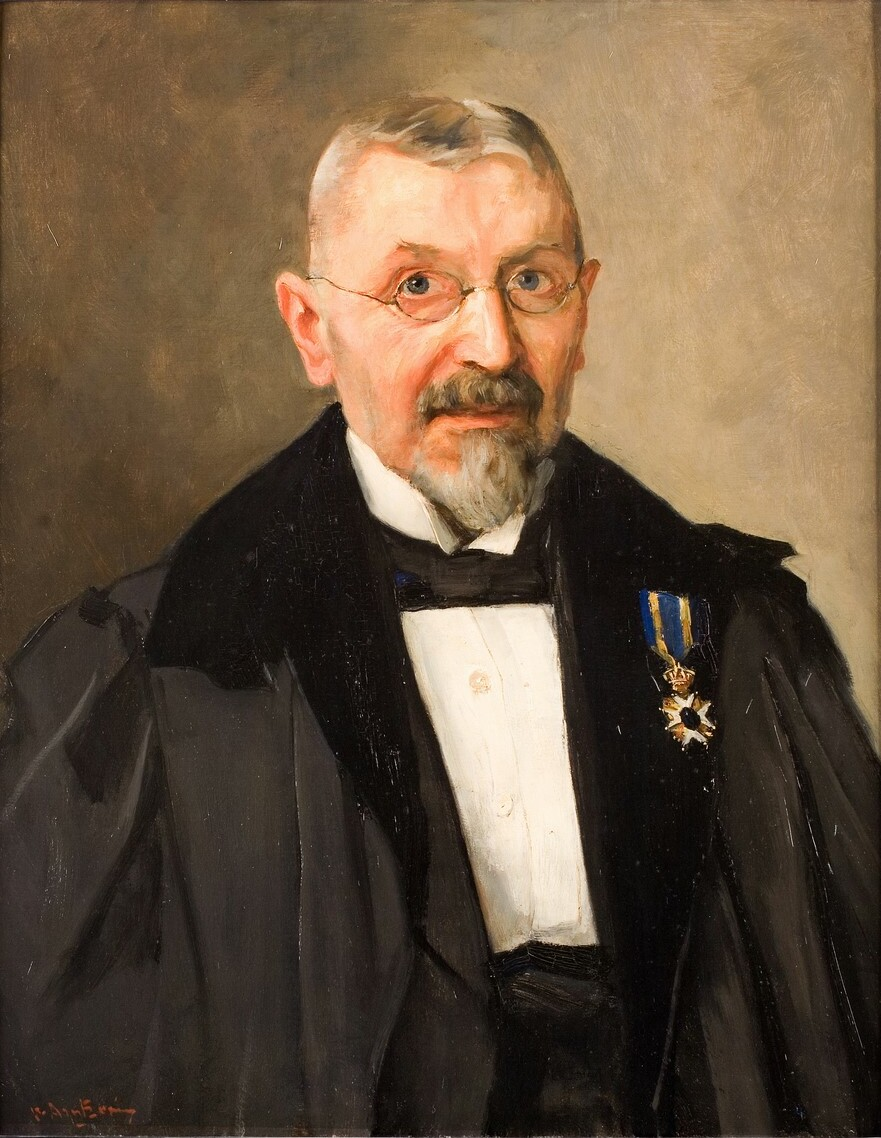
Frederik Pijper

Fredrik Pijper (* 9. Januar 1859 in Hoogwoud; † 26. Februar 1926 in Rotterdam) war ein niederländischer reformierter Theologe und Kirchenhistoriker.

## Leben
Fredrik war der Sohn des Bürgermeisters Cornelis Pijper (* 11. Mai 1830 in Hoogwoud; † 10. Mai 1907 ebd.) und Grietje Appel (* 19. Januar 1830 in Hoogwoud; † 11. Juli 1863 ebd.). Anfänglich besuchte er die Schule in De Weere, erhielt ab 1871 Privatunterricht und bestand sein Zulassungsexamen für Hochschulen. Am 30. September 1876 immatrikulierte er sich an der Universität Leiden, um ein Studium der Theologie zu absolvieren. Hierzu besuchte er zunächst die Vorlesungen an der philosophischen Fakultät bei Carel Gabriel Cobet, Willem Georg Pluijgers (* 18. Februar 1812 in Zwolle; † 30. April 1880 in Leiden), Matthias de Vries und Henricus Oort. Theologische Anleitungen erhielt er von Johannes Henricus Scholten, Abraham Kuenen Cornelis Petrus Tiele und Johannes Gerhardus Rijk Acquoy (* 3. Januar 1829 in Amsterdam; † 15. Dezember 1896 in Leiden). 
Nach abgelegten Pfarrexamen in Gelderland, übernahm er am 1. Juni 1882 eine Pfarrerstelle in Eenigenburg. Als er in Leiden die Arbeit Jan Utenhove, zijn leven en zijn werken (deutsch: Jan Utenhove, sein Leben und seine Werke) verteidigt hatte, wurde er am 1. März 1883 zum Doktor der Theologie promoviert. 1884 übernahm er eine Pfarrerstelle in Kimswerd, wechselte 1886 auf eine Pfarrerstelle in Veendam und wurde 1890 Pfarrer in Berkhout. Da er mit mehreren Publikationen auf sich aufmerksam gemacht hatte, wurde er am 20. Februar 1897 als Professor für Kirchengeschichte an die Universität Leiden berufen, welche Aufgabe er am 20. Februar 1897 mit der Einführungsrede De geschiedenis van het godsdienstig-zedelijk leven (deutsch: Die Geschichte vom religiösen-moralischen Leben) übernahm. Er arbeitete vor allem an Themen zur Geschichte der katholischen Kirche und zur Reformationszeit in den Niederlanden. 
Auch gründete er in Leiden 1901 die kirchengeschichtliche Gesellschaft, war 1884 Mitglied der Gesellschaft für niederländische Literatur in Leiden, gehörte von 1901 bis 1926 der niederländischen Missionsgesellschaft an und wurde Mitglied der provinziellen Utrechtschen Gesellschaft für Künste und Wissenschaften. Zudem engagierte er sich auch in der niederländischen Vereinigung gegen Prostitution und wurde 1912 Ritter des Ordens vom niederländischen Löwen. Zahlreiche Arbeiten von ihm erschienen in den theologischen Zeitschriften und Journalen seiner Zeit. Er selbst wirkte ab 1896 als Redakteur des Nederlandsch Archief voor Kerkgeschiedenis (deutsch: Niederländisches Archiv für Kirchengeschichte) und wirkte 1911/12 als Rektor der Alma Mater an den organisatorischen Aufgaben der Leidener Hochschule, wozu er am 8. Februar 1912 die Rektoratsrede De r.-k. en de prot. voorstellingen van het oudste christendom (deutsch: Die römisch-katholischen und protestantischen Vorstellungen des alten Christentums) hielt. Am 8. Juli 1924 legte er aus gesundheitlichen Gründen seine Professur nieder und wurde am 15. September 1924 emeritiert. Im Anschluss lebte er noch in Noordwijk-Binnen, Haarlem und Heemstede. Er verstarb im Krankenhaus Eudokia in Rotterdam. 

## Familie
Pijper verheiratete sich am 24. Mai 1882 in Leiden mit Maria Petronella van Wijk (* 17. Dezember 1858 in Leiden; † 22. Februar 1924), die Tochter des Lehrers Johannes Dirk van Wijk (* 7. Oktober 1832 in Leiden; † 28. November 1907 in Den Haag) und dessen am 17. Februar 1858 geheirateten Frau Christina Adriana Bolland (* 20. November 1836 in Leiden; † 6. Januar 1913 in Den Haag). Aus der Ehe stammen vier Söhne und zwei Töchter. Von den Kindern kennt man: 
- Cornelis Pijper (* 12. März 1883 in Sint Maarten; † 1966 in Südafrika) Arzt in Johannesburg verh. 1915 Suzanna Hermine Uvs
- Johannes Dirk Pijper (* 13. Dezember 1884 in Kimswerd) lebte in Den Haag
- Adrianus Pijper (* 11. März 1886 in Kimswerd; † 12. Januar 1964 in Pretoria) wurde Professor der Medizin verh. 8. Oktober 1913 mit Nelly Margaretha Marie Kluijver (* 4. Juli 1891 in Amsterdam)
- Christina Adriana Pijper (* 3. Mai 1887 in Veendam)
- Margaretha Geertruida Pijper (* 10. August 1890 in Berkhout)
- Guillaume Frederic Pijper (* 6. April 1893 in Berkhout; † 1988)

## Werke (Auswahl)
- Jan Utenhove. Zijn leven en zijn werken. Leiden, 1883
- Geschiedenis der boete en biecht in de Christelijke kerk. Den Haag, 1891–1908; 2. Bde.
- De geschiedenis van het godsdienstig-zedelijk leven. Den Haag 1897.
- Erasmus en de Nederlandsche Reformatie. Leiden, 1907.
- Middeleeuwsch Christendom. Den Haag, 1907–1911;
- Een nieuw ontdekt doopsgezind martelaarsboek. In: Nederlands Archief voor Kerkgeschiedenis., 2 (1909), 1, S. 286–300.
- Handleiding tot de kerkgeschiedvorsching en kerkgeschiedschrijving. Den Haag, 1910,  (mit Johannes Gerhardus  Rijk Acquoy)
- De kennis van de bolvormige gedaante der aarde voor Copernikus. In: Nederlands Archief voor Kerkgeschiedenis, 5 (1912), 1, S. 117–129.
- Inhoud en strekking der oudste kloosterregels. In: Nederlands Archief voor Kerkgeschiedenis, 5 (1912), 1, S. 318–342.
- De bestrijding der Waldenzen en Albigenzen met het woord en met het zwaard. In: Nederlands Archief voor Kerkgeschiedenis, 5 (1912), 1, S. 349–386.
- De Nederlanders en de Katakomben te Rome. In: Neerlandia, 17 (1913), S. 75–78 Online
- De kloosters. Den Haag, 1916
- De evangelie-verkondiging aan de menschen-eters van N.W. Europa. Rotterdam, 1917.
- Handboek tot de geschiedenis der Christelijke kunst. Den Haag, 1917
- Johannes Wiclif. In: Nederlands Archief voor Kerkgeschiedenis, 12 (1919), 1, S. 293–331.
- Johannes Hus. In: Nederlands Archief voor Kerkgeschiedenis, 13 (1920), 1, S. 1–57.
- Het Humanisme. In: Nederlands Archief voor Kerkgeschiedenis, 13 (1920), 1, S. 113–137.
- Het modernisme en andere stroomingen in de Katholieke Kerk. Amsterdam, 1921
- Strijd tusschen Kerk en staat in het begin der veertiende eeuw. Bonifacius VIII contra Filips den Schone. In: Nederlands Archief voor Kerkgeschiedenis, 14 (1921), 1, S. 1–49.
- Hoe Luther los wordt van de Roomsch-Katholieke Kerk. In: Nederlands Archief voor Kerkgeschiedenis, 14 (1921), 1, S. 97–125.
- Martelaarsboeken. Den Haag, 1924 Online PDF
- Beknopt handboek tot de geschiedenis des Christendoms. Den Haag, 1924. Online PDF